# Traian Stănescu (general)
Traian Stănescu (n. 2 iunie 1889 în loc. Talpa Bâscoveni, jud. Vlașca - d.1958, Timișoara ) a fost un general al Armatei Române, activ în timpul celui de-al Doilea Război Mondial.

## Cariera militară
A absolvit Școala de Ofițeri în 1911.
A fost înaintat în 1 aprilie 1936 la gradul de colonel și în 24 ianuarie 1942 la gradul de general de brigadă.
Comandant adjunct al Diviziei 6 Infanterie (22 iunie 1941-24 noiembrie 1942)
În 1942 a fost înaintat la gradul de General de brigadă.
Comandant al Diviziei 6 Infanterie (10 februarie - 10 martie 1942)
Prizonier de război în URSS (24 noiembrie 1942 - 3 noiembrie 1955)
În 1948 a fost judecat și condamnat de un tribunal sovietic la 25 de ani închisoare, sentință reconfirmată de autoritățile comuniste române după repatrierea acestuia în 1955.
La 3 noiembrie 1955 s-a repatriat din prizonierat. Imediat după sosire a fost încarcerat la Penitenciarul Gherla. În 1957, Procuratura Generală a României a cerut recunoașterea sentinței de 25 ani închisoare dată de tribunalul sovietic care îl judecase ca prizonier de război. Această condamnare aspră venea ca răspuns la rezistența opusă în timpul încercuirii din Cotul Donului. Sentința i-a fost confirmată de autoritățile militare române, dar i-a fost redusă la jumătate.
La 3 noiembrie 1957 a fost eliberat.
A fost grațiat în 1957.
A decedat în anul 1958 și a fost înmormântat în Cimitirul Bellu Militar.